# Sharknado (série de films)
 Pour plus de détails, voir Fiche technique et Distribution
Sharknado est une série de téléfilms de science-fiction américains réalisée par Anthony C. Ferrante qui se compose des six opus suivants :
- Sharknado, diffusé en 2013
- Sharknado 2: The Second One, diffusé en 2014
- Sharknado 3: Oh Hell No!, diffusé en 2015
- Sharknado: The 4th Awakens, diffusé en 2016
- Sharknado 5: Global Swarming, diffusé en 2017
- Sharknado 6 : It's About Time (The Last Sharknado: It's About Time), diffusé en 2018

Les acteurs américains Ian Ziering et Tara Reid ont les rôles principaux dans chacun des six téléfilms.

## Résumé des films

### Sharknado
Alors qu'une tornade se forme au Mexique, elle entraîne l'arrivée par milliers de requins s'abattant sur la ville de Los Angeles. Le propriétaire d'un restaurant en bord de mer (Fin Shepard), aidé par ses amis et sa serveuse (Nova Clarke) part alors à la rescousse de sa famille, incluant ses enfants (Matt et Claudia Shepard) et son ex-femme (April Wexler).

### Sharknado 2: The Second One
Fin et April se rendent à New York pour promouvoir le livre « Comment survivre à un Sharknado et autres désastres non-naturels » écrit par April. En avion, ils subissent une violente attaque de requins volants qui tuent les pilotes et de nombreux passagers. Alors qu'April se retrouve un bras en moins, Fin réussit à faire se poser l'avion dans un état critique. S'ensuit une aventure dans New York pour sauver la population.

### Sharknado 3: Oh Hells No!
Alors que Fin et April se rendent en vacances en Floride, un ouragan touche toute la côte. Les deux héros doivent une nouvelle fois secourir la population.

### Sharknado: The4thAwakens
5 ans après les évènements survenus dans Sharknado 3, Fin, April et leurs amis vont devoir faire face à des déclenchements de tempêtes dans des lieux inattendus.

### Sharknado 5: Global Swarming
Lors d'un séjour de Fin, April et leur fils Gil à Londres, une nouvelle tempête ravage la Grande-Bretagne puis tous les pays du monde sont touchés successivement, menaçant de causer la fin du monde et l'extinction de l'humanité.

### Sharknado 6: It's About Time
Après avoir perdu tous ceux qui lui étaient chers, Fin  se retrouve à errer seul sur Terre. Mais il va découvrir qu’en utilisant la tempête de requins comme portail, il peut voyager dans le temps. Il sera obligé de faire un périple temporel pour arrêter le Sharknado à l’origine de tout et sauver sa famille. Fin croisera des requins mais aussi des Nazis, des dinosaures et des chevaliers. Arrivera-t-il à sauver le monde une fois pour toutes avec son équipe ?

## Fiche technique
Sauf indication contraire, les informations mentionnées dans cette section peuvent être confirmées par la base de données cinématographiques IMDb,  présente dans la section « Liens externes ».
| Équipe du tournage            | Films | Films | Films | Films                                 |
| Équipe du tournage            | Sharknado | Sharknado 2: The Second One                                                                                                   | Sharknado 3: Oh Hell No! | Sharknado : The 4th Awakens           |
| ----------------------------- | --- | --- | --- | ------------------------------------- |
| Réalisation                   | Anthony C. Ferrante | Anthony C. Ferrante | Anthony C. Ferrante | Anthony C. Ferrante                   |
| Scénario                      | Thunder Levin | Thunder Levin | Thunder Levin | Thunder Levin                         |
| Photographie                  | Ben Demaree | Ben Demaree | Ben Demaree Laura Bet Love Scott Wheeler                                                                                       | Laura Beth Love                       |
| Montage                       | William Boodell | Ana Florit et Vasi Nedomansky                                                                                                 | Christopher Roth | Ana Florit                            |
| Musique                       | Ramin Kousha | Chris Cano Chris Ridenhour | Chris Cano Chris Ridenhour | Chris Cano Chris Ridenhour            |
| Production                    | - Paul Bales - David L. Garber - David Michael Latt - Geoffrey Mark - Karen O'Hara - Cody Peck - Chris Regina - David Rimawi - Thomas P. Vitale - Devin Ward | - Paul Bales - David L. Garber - David Michael Latt - Cody Peck - Chris Regina - David Rimawi - Thomas P. Vitale - Devin Ward | - Paul Bales - David L. Garber - David Michael Latt - Maximilian Elfeldt - Dylan Vox - Cody Peck - Chris Regina - David Rimawi | - Doug Burdinski - Nigina Niyazmatova |
| Sociétés de production        | The Asylum | The Asylum | The Asylum | The Asylum                            |
| Durée                         | 86 minutes | 95 minutes | 93 minutes | 85 minutes                            |
| Dates de diffusion États-Unis | 11 juillet 2013 | 30 juillet 2014 | 22 juillet 2015 | 31 juillet 2016                       |

## Personnages
Sauf indication contraire, les informations mentionnées dans cette section peuvent être confirmées par la base de données cinématographiques IMDb,  présente dans la section « Liens externes ».
- Fin Shepard : Interprété par Ian Ziering. Il est le propriétaire d'un bar en bord de mer.
- April Wexler : Interprétée par Tara Reid. Il s'agit de l'ex femme de Fin.
- Claudia Shepard : Interprétée par Aubrey Peeples (Sharknado) puis par Ryan Newman (Sharknado 3 & 4). Elle est la fille de Fin et April.
- Matt Shepard : Interprété par Chuck Hittinger (Sharknado) puis par Cody Linley (Sharknado 4). Il est le frère de Claudia et ainsi le fils de Fin et April.
- Gil Shepard : Interprété par David Hasselhoff. C'est le père de Fin.
- Nova Clarke : Interprétée par Cassie Scerbo. Serveuse dans le bar de Fin. Elle est également son amie.

| - Personnages principaux de la série Sharknado. - Ian Ziering est Fin Shepard - Tara Reid est April Wexler - Ryan Newman est Claudia Shepard - Cody Linley est Matt Shepard - David Hasselhoff est Gil Shepard - Cassie Scerbo est Nova Clarke |
| --- |

## Production
Sauf indication contraire, les informations mentionnées dans cette section peuvent être confirmées par la base de données cinématographiques IMDb,  présente dans la section « Liens externes ».

### Lieux de tournage
Le premier téléfilm Sharknado a été tourné intégralement en Californie, principalement à Los Angeles et à Santa Monica. Le second, quant à lui, a été tourné en Californie (à Los Angeles) mais également dans la ville de New York et de Buffalo (toutes les deux situées dans l'État de New York). Le troisième Sharknado a été tourné dans quatre villes, d'abord à Orlando en Floride, mais également à Washington ainsi qu'à Los Angeles et à Santa Clarita. Le quatrième opus a uniquement été tourné dans la ville de Santa Clarita. Le sixième et dernier film a été tourné en Roumanie.
| - Los Angeles - Santa Monica - New York - Buffalo - Orlando - Washington - Santa Clarita |
| ---------------------------------------------------------------------------------------- |